# 土川弥七郎
土川 弥七郎（つちかわ やしちろう、慶応元年9月5日〈1865年10月24日〉 - 1943年〈昭和18年〉2月26日）は、明治・大正時代に活動した愛知県一宮市の政治家・実業家である。政界では一宮市会議員・初代議長や愛知県会議員・議長を歴任。実業界では一宮銀行・一宮貯蓄銀行頭取や一宮電気初代社長を務めたほか、家業として油商を営んだ。
「弥七郎」の名は父の名を継いだもので、襲名前は「覚太郎」と名乗った。甥に名古屋鉄道（名鉄）社長を務めた土川元夫がいる。

## 経歴
慶応元年9月5日（新暦：1865年10月24日）、先代土川弥七郎の長男として生まれた。襲名前の名は覚太郎で、1899年（明治32年）3月家督相続ののち翌年7月名を弥七郎に改めた。土田家は愛知県一宮市（旧・中島郡一宮町）において代々油商を営む家である。天保6年（1835年）生まれの先代弥七郎は株式会社一宮銀行（1881年発足）の初代頭取を務めたほか公職では1890年（明治23年）から翌年にかけて初代一宮町長を務めた。
1901年（明治34年）、父も務めた一宮町会議員に当選した。政界では続いて1903年（明治36年）9月中島郡会議員に当選し、郡会議長として1907年（明治40年）9月まで務めた。さらに同年9月の愛知県会議員選挙では中島郡選挙区から立候補して当選する。党派は立憲政友会で、1911年（明治44年）9月にかけて1期4年のみ務めた。県会では1907年10月から議員任期満了まで議長に任ぜられている。県会議員退任後は一宮町会以外の議員は務めず町政に専念した。
実業界では1904年（明治37年）7月に一宮銀行・一宮貯蓄銀行の取締役に選ばれた。両銀行で頭取を務めたが、1915年（大正4年）5月に両銀行とも愛知銀行へ事業譲渡して消滅している。この間、佐分慎一郎らとガス会社一宮瓦斯（1909年設立・後の尾州電気）や電力会社一宮電気（1912年設立）を設立し、うち一宮電気では初代社長を務めた。
1921年（大正10年）11月、市制施行に伴う第1回一宮市会議員で市会議員に当選し、初代市会議長に推された。市会議員当選はこの1回のみで、1925年（大正14年）11月の第2回選挙以後再選はされていない。
その他、一宮商工会議所の常議員を1921年の発足から1941年（昭和16年）3月に辞任するまで20年にわたって務めた。1943年（昭和18年）2月26日に死去、77歳没。

## 親族
- 土川元夫 - 名古屋鉄道（名鉄）社長。弥七郎の甥にあたる[12]。